# Stanislaw Manolew
Stanislaw Manolew (bulgarisch: Станислав Манолев; * 16. Dezember 1985 in Blagoewgrad) ist ein bulgarischer Fußballspieler.

## Karriere

### Verein
Manolew begann seine Karriere in der Jugend von Pirin Blagoewgrad, bis er 2003 in die erste Mannschaft kam. Nach zwei Jahren wechselte Manolew zu Litex Lowetsch. Mit dem Klub wurde er 2008 und 2009 den Pokalsieger. Im Sommer 2009 wurde Manolew für 3,1 Millionen Euro vom niederländischen Spitzenklub PSV Eindhoven mit einem Fünfjahresvertrag verpflichtet. Am 12. September 2009 schoss er gegen Roda JC Kerkrade sein erstes Tor für PSV.
Am 31. Januar 2013 wechselte Manolew auf Leihbasis bis Saisonende zum FC Fulham. Er kam fünfmal zum Einsatz. Nach seiner Rückkehr zu PSV kam er nur noch in der Reservemannschaft zum Einsatz. Anfang 2014 schloss er sich dem russischen Erstligisten FK Kuban Krasnodar an. Im Sommer 2014 nahm ihn der FK Dynamo Moskau unter Vertrag. Dort konnte er sich nicht durchsetzen und kehrte Anfang 2015 zu Kuban zurück. Im Sommer 2016 verpflichtete ihn ZSKA Sofia.

### Nationalmannschaft
Sein Debüt für die bulgarische Fußballnationalmannschaft gab er am 20. August 2008 im Freundschaftsspiel gegen Bosnien-Herzegowina. Sein erstes Pflichtspiel für Bulgarien bestritt er im Rahmen der Qualifikation für die Fußball-Weltmeisterschaft 2010 gegen Irland.

## Erfolge
- Niederländischer Pokalsieger: 2012
- Bulgarischer Pokalsieger: 2008, 2009